# Molí Vell (Capellades)
El Molí Vell és una obra de Capellades (Anoia) protegida com a Bé Cultural d'Interès Local.

## Descripció
L'edifici presenta un cos unitari de planta rectangular, amb el carener paral·lel a la façana principal, i un estret cos perpendicular adossat, que té els espais interiors integrats a l'edifici principal. El material de construcció és la pedra que, com a paredat, forma els murs i, tallada en blocs regulars, es mostra en les grans dovelles del portal principal. Estructurat en els tres nivells propis d'un molí paperer, cada un d'ells ocupa una planta de l'edifici. 1. Planta baixa: lloc antigament dedicat a les principals operacions de la manufactura paperera, actualment ocupat en bona part per un dipòsit de reserva d'aigua. No s'hi mantenen instal·lacions ni estris paperers. 2. Planta pis: anteriorment habitatge, manté part de l'estructura original, però amb algunes modificacions de cara a disposar d'espais més amplis. 3. Planta superior: presenta l'estructura clàssica del mirador o estenedor d'un molí paperer. La sota coberta, formada per l'encavallada, jàsseres i bigues de fusta, és l'original. La façana principal està orientada al sud-oest. Davant de l'edifici alineat al carrer d'Amador Romaní, hi ha un jardí amb una antiga pila paperera i altres elements.

## Història
En funcionament des de mitjans del segle xviii, en el seu espai hi constava anteriorment una manufactura de molí "retorcedor" de llana. Els seus propietaris eren els Marra, família natural de Capellades, que tenien, també, una farga d'aram a la Torre de Claramunt.